# Можняковка
Можняковка (укр. Можняківка) — село, относится к Новопсковскому району Луганской области Украины.
Население по переписи 2001 года составляло 1683 человека. Почтовый индекс — 92326. Телефонный код — 6463. Занимает площадь 11,21 км². Код КОАТУУ — 4423383201.
Село Можняковка, которое на сегодня относится к Новопсковскому району Луганской области, возникло в XVIII в. из нескольких хуторов. Вдоль села проходил так называемый «Гетманский шлях». Что касается самого села, то в 90-х годах XX в. после распаивания земли в Можняковке образовалось несколько хозяйств: ПСГП «Рамус» (4,7 тыс. га), 4 фермерских хозяйства (около 1,5 тыс. га) и 25 единоличников. В селе развиваются и другие виды бизнеса, не связанные непосредственно с сельским хозяйством. Это частная торговля (10 магазинов), СТО, транспортные услуги автоперевозчиков пассажиров и грузов, установка пластиковых окон, автомойка, пункт сбора металлолома, сауна, бурение скважин, пошив одежды на заказ, репетиторство, фотоуслуги, плетение корзин, вязание веников и метел, кладочные и столярные работы и, как хобби, — вышивание, вязание и виноделие.
По мере возможностей, частный бизнес помогает социальной сфере села — инвестирует в школу и детсад, спорт и культуру. Ежегодно такая помощь измеряется суммами на уровне 70—90 тыс. грн.
В 2011 г. для решения совместными усилиями с местной властью сельских проблем жители Можняковки объединились в общественную организацию "Можняковская сельская организация «Толока». Создание ОО «Толока» позволило использовать 239 тыс. грн на энергосберегающие мероприятия по проекту ЕС и Программы развития ООН «Местное развитие, ориентированное на громаду».
В планах сельской общины: восстановление уличного освещения на основе энергосберегающих технологий, ремонт отопительной системы в сельском доме культуры, установление памятного знака строителям и летчикам бывшего Можняковского военно-полевого аэродрома, помощь в бизнес-проектах временным переселенцам из зоны АТО, развитие «зеленого» туризма.
Можняковка соединена асфальтированной дорогой с райцентром с одной стороны и таможней на границе с РФ (18 км) с другой. 

## Известные уроженцы
- Дзюбанов, Даниил Титович — Герой Советского Союза.

## Местный совет
92326, Луганская обл., Новопсковский район, с. Можняковка, вул. Красноармейская, 85,
тел. (06463)9-14-60